# Agrostis malaccensis
Agrostis malaccensis é uma espécie de gramínea do gênero Agrostis, pertencente à família Poaceae.